# Anniston (Alabama)
Anniston é um município estadunidense do estado do Alabama, condado de Calhoun. A cidade é a sede do condado de Calhoun e um dos dois centros urbanos principais da região metropolitana de Anniston-Oxford. Foi fundada em 1872 e incorporada em 3 de julho de 1883.

## Geografia
De acordo com o United States Census Bureau, a cidade tem uma área de 119 km², onde 118 km² estão cobertos por terra e 1 km² por água.

## Demografia
Segundo o censo nacional de 2010, sua população é de 23 106 e sua densidade populacional é de 181,9 hab/km².